# Militärindustriella komplexet

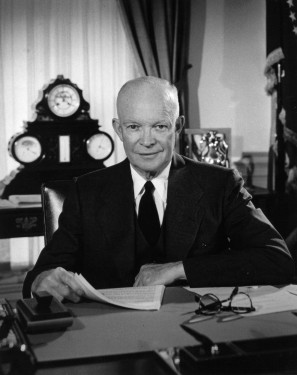
Dwight D. Eisenhower gjorde begreppet välkänt i sitt avskedstal 1961

Militärindustriella komplexet är en term som syftar på det nära samarbetet mellan den militära sektorn, företag inom vapenindustrin och politiker.  
Det militärindustriella komplexet är ett exempel på en "järntriangel". I ett sådant system skyddas staten av militären, militären är i sin tur beroende av vapenindustrin att förse dem med materiel, och till sist är industrin beroende av politiker för att kunna bibehålla en stadig inkomstkälla. Begreppet används ofta pejorativt. Det militärindustriella komplexet beskrivs som en kartell som av kritiker anses verka för egen ekonomisk vinning, i strid med allmänintresset. 

## Historia
Termen fick bred spridning efter att Dwight D. Eisenhower varnade för det militärindustriella komplexet i sitt avskedstal som amerikansk president 1961.
Liknande idéer existerade innan 1961. Termen användes i en artikel i Foreign Affairs 1947 av Winfield W. Riefler. År 1956 hävdade den amerikanske sociologen C. Wright Mills i den uppmärksammade studien Makteliten att en tredelad maktelit i USA bestående av militären, den ekonomiska makten och den federala regeringen i praktiken var bortom demokratisk kontroll.

## Exempel
Det militärindustriella komplexet innefattar både den direkta relationen mellan militären och företagen som tillverkar vapen och utrustning, samt det bredare nätverket av politiska och ekonomiska intressen som är förknippade med militär verksamhet. Termen används ofta tillsammans med varningar för att ekonomiska incitament och politiska påtryckningar kan leda till överdriven militarisering och militära konflikter.
Termen används oftast i en amerikansk kontext, och syftar då på nära kopplingar mellan försvarsentreprenörer, Pentagon och amerikanska politiker. Men militärindustriella komplex är inte unikt för USA utan finns i olika varianter i många länder, även om de är mindre omtalade. Till exempel de sovjetiska, kinesiska, israeliska, ryska, indiska, pakistanska, franska och nordkoreanska militärindustriella komplexen.